# Слутка (Іглінський район)
Слу́тка (рос. Слутка, башк. Слутка) — присілок у складі Іглінського району Башкортостану, Росія. Входить до складу Івано-Казанської сільської ради.
Населення — 45 осіб (2010; 25 в 2002).
Національний склад:
- чуваші — 48 %
- росіяни — 36 %